# Erik Berg (konstnär)
John Erik Gustaf Berg, född 18 mars 1928 i Forsbacka i Valbo församling (nedkomst i Gävle Heliga Trefaldighets församling) i Gävleborgs län, död 7 januari 2015 i Karlskoga, var en svensk bildhuggare och träskulptör.  
Berg var en autodidakt konstnär vars konst huvudsakligen består av skulpturer i trä (ofta med motiv från allmogekultur såsom porträtt av spelmän och personligheter som färgat kultur och landsbygd) i form av stadsbilder i reliefer eller som fristående skulpturer. Han har även återgett den svenska kustens natur och linje som reliefer. Berg blev inspirerad till att använda träet som arbetsmaterial efter ett möte med Bror Hjorth. Hans verk kännetecknas av grova drag och att träets naturliga skiftningar och ojämnheter inkorporerats i landskapet eller porträttet.
Utöver sina arbeten i trä har Berg arbetat med skisser i tusch och bläck, ibland som förlagor till sina tavlor, ibland som fristående alster.
Bland hans offentliga arbeten finns Solbringens och Bergmästarens servicehus, Kulturnämndens entré och Nya biblioteket i Örebro. Han är representerad i Karlskoga kommun, Örebro kommun, Askersunds kommun, Örebro läns landsting, Östergötlands landsting, Västerbottens läns landsting och Wermlands bank i Karlskoga.